# سیارک ۱۲۸۰۵۴
سیارک ۱۲۸۰۵۴ (به انگلیسی: 128054 Eranyavneh، نامگذاری:2003MR9) صد و بیست و هشت هزار و پنجاه و چهارمین سیارک کشف شده‌است که در ۲۸ ژوئن ۲۰۰۳ کشف شد.